# قرار مجلس الأمن التابع للأمم المتحدة رقم 2199
قرار مجلس الأمن التابع للأمم المتحدة رقم 2199، المتخذ بالإجماع في 12 فبراير 2015، بشأن مكافحة الإرهاب. وقد أعطت أحكام القرار الملزم قانونا والذي صاغته روسيا، المجلس سلطة إنفاذ القرارات بفرض عقوبات اقتصادية. أكد القرار بصفة خاصة على «ضرورة مكافحة بكل الوسائل، وفقا لميثاق الأمم المتحدة والقانون الدولي، [ ... ] الأخطار التي تهدد السلام والأمن الدوليين من جراء الأعمال الإرهابية».

## الأحكام
سلط القرار 2199 الضوء على عدة تدابير مالية لمكافحة الإرهاب، مثل تجميد الأصول وإغلاق جميع المصادر المالية للإرهاب، بما في ذلك الاتجار غير المشروع بالمخدرات واستخراج الموارد الطبيعية من جانب الإرهابيين. أشار القرار أيضا إلى أن أحكام القرار 2161 تحظر دون قيد أو شرط دفع فدية للجماعات الإرهابية مقابل الإفراج عن الرهائن. أدان القرار أيضا قيام تنظيم الدولة الإسلامية في العراق والشام وجبهة النصرة بتدمير التراث الثقافي.
وبموجب القرار 2199 يتعين على الدول الأعضاء في الأمم المتحدة أن تقدم تقاريرها في غضون 120 يوما إلى لجنة الجزاءات المفروضة على تنظيم القاعدة بشأن امتثالها للقرار. وطلب القرار أيضا من هيئات الأمم المتحدة المعنية بمكافحة الإرهاب أن تشرف على التقدم المحرز في تنفيذ الوثيقة.

## وصلات خارجية
- نص القرار في undocs.org